# Óblast de Kíiv
L'óblast de Kíiv (Київська Oбласть, en ucraïnès, transcrit al català, Kiïvska óblast; nom informal: Київщина, transcrit: Kiívsxina) és una óblast del centre d'Ucraïna. La ciutat de Kíiv, també més coneguda força temps en català pel seu nom en rus Kíev, és al centre de l'óblast i n'alberga els òrgans administratius, però el govern de la ciutat no hi està subordinat.
Limita a l'oest amb l'óblast de Jitòmir, a l'est amb l'óblast de Txerníhiv, al sud amb l'óblast de Txerkassi i al nord amb l'óblast de Hòmiel (en belarús: Го́мельская во́бласць, Hómielskaia vóblasts), a la República de Belarús. Per millor situar l'óblast, vegeu aquest mapa d'Ucraïna que mostra les divisions administratives i països veïns de forma molt clara (en anglès).

## Geografia

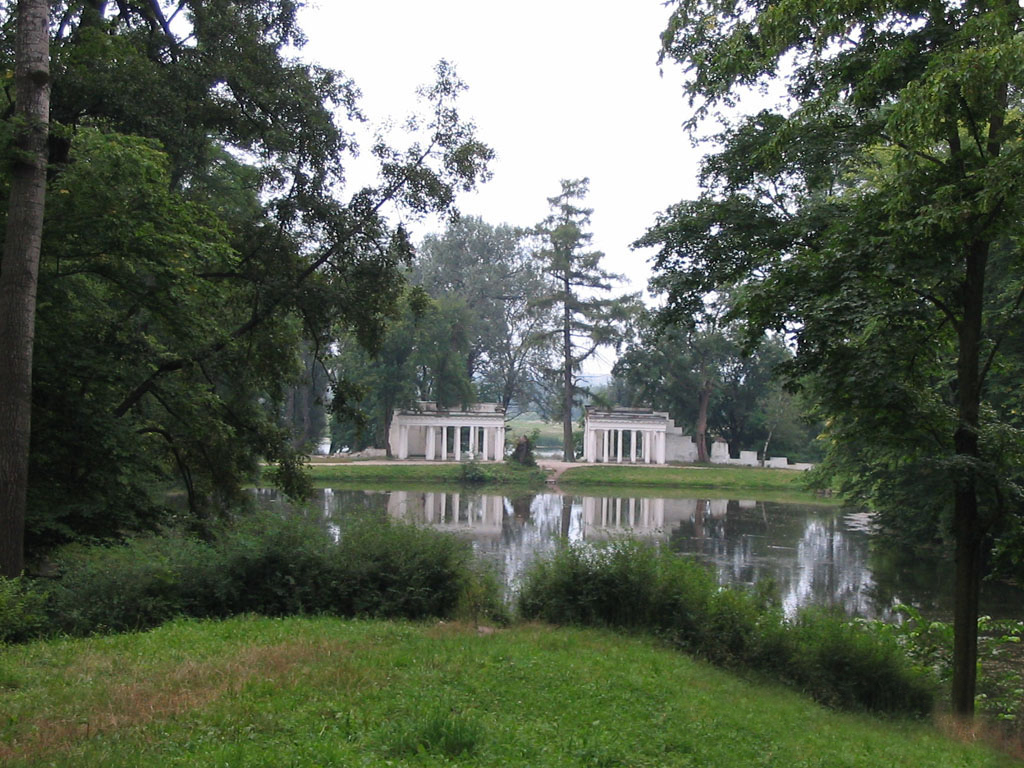
El famós parc d'Oleksandriia, a la ciutat de Bila Tserkva.

El relleu del sud de l'Oblast prop del poble de Snijký (Сніжки) mostra una bella vista de terreny ondulant.
L'óblast té un total de:
- 25 ciutats (sing: мі́сто, misto, plural: мі́ста, mista), 14 de les quals depenen d'un raion i 11 que depenen directament de l'óblast;
- 30 "assentaments de tipus urbà" o SMTs (un смт, smt, се́лище місько́го ти́пу, sélysxe miskoho typu, és un municipi amb estatus entre poble i ciutat);
- 1121 pobles (село́, seló); i
- 6 llogarrets (се́лище, sélysxe).

### Hidrografia

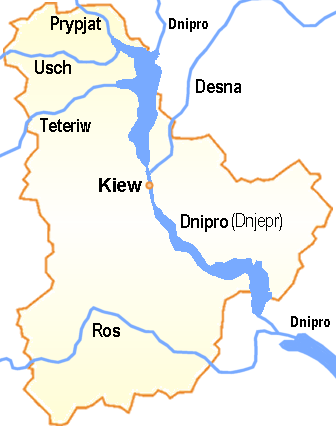
Mapa dels rius més importants de l'óblast, transcrits a l'alemany

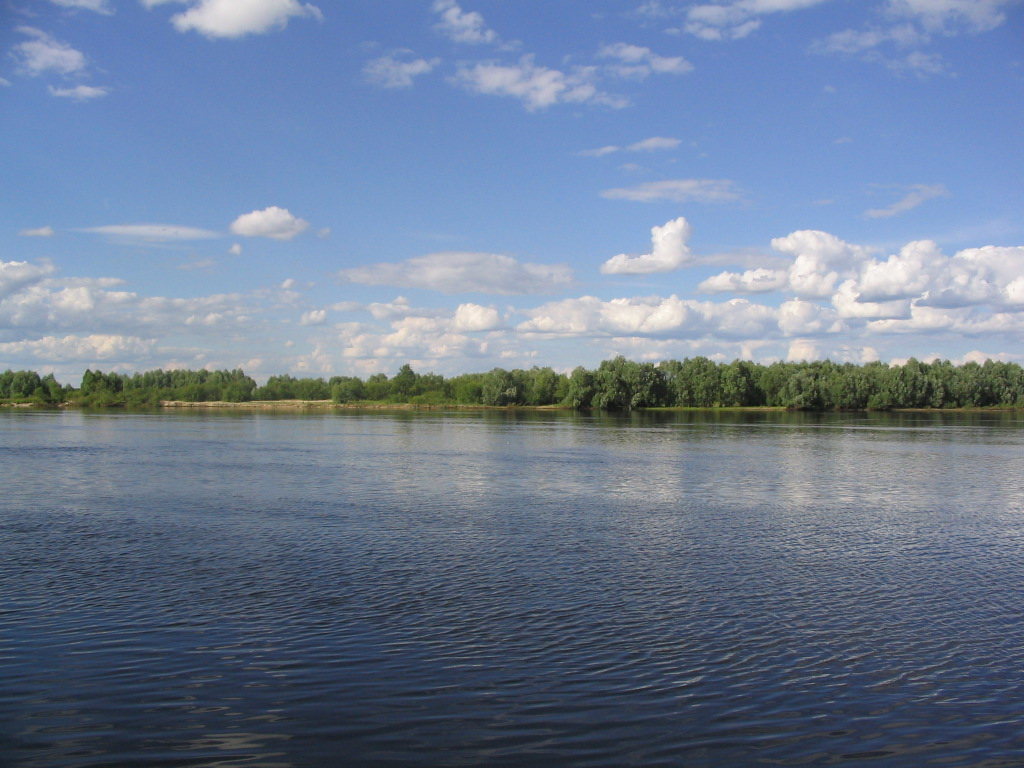
El Prípiat vora la ciutat de Mózyr o Mazyr, Belarús.

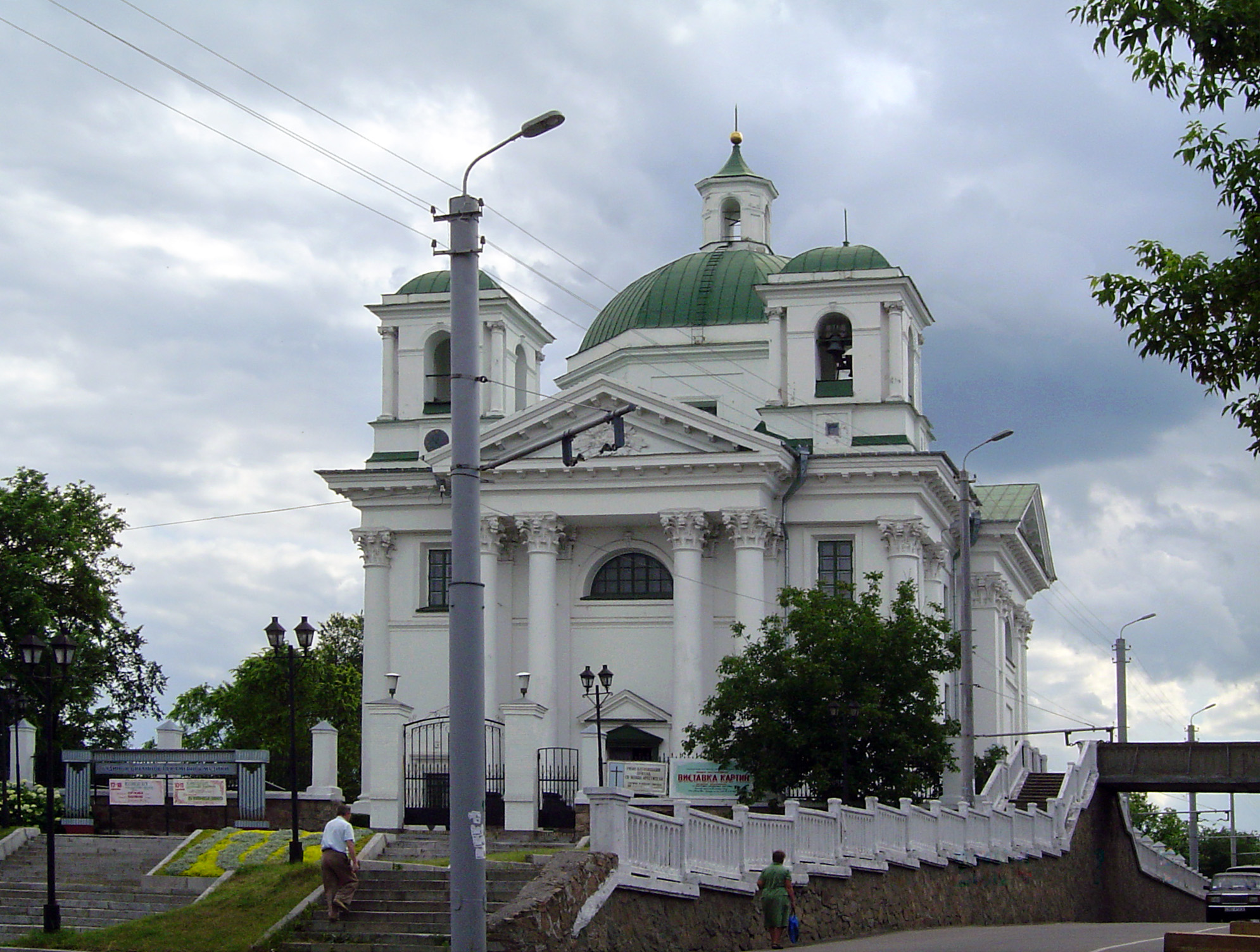
Església blanca a la ciutat de Bila Tserkva (Església Blanca).

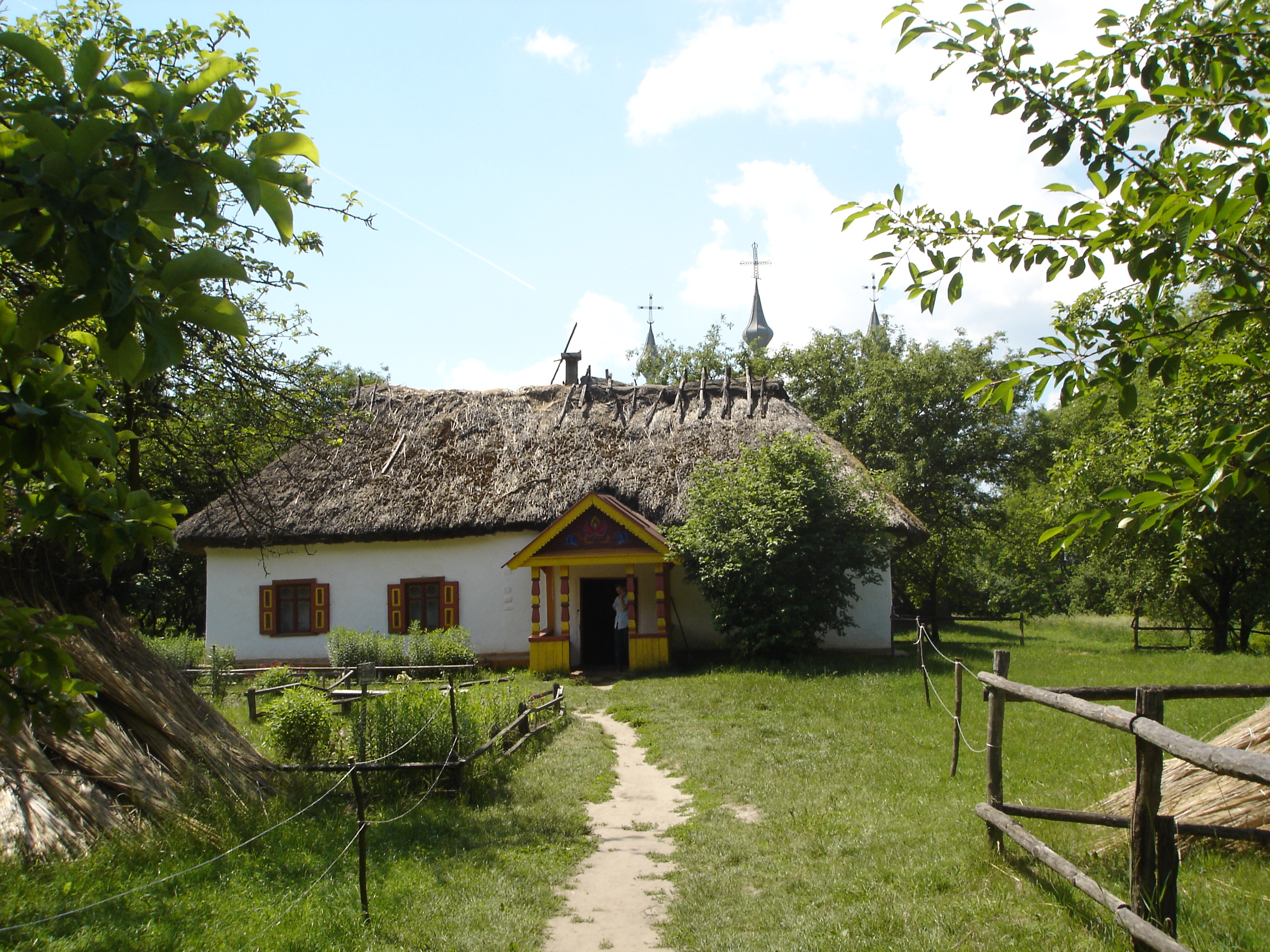
Típica casa de poble ucraïnesa al Museu d'Arquitectura Popular i Etnografia d'Ucraïna, prop de la ciutat de Pereiàslav-Khmelnitski.

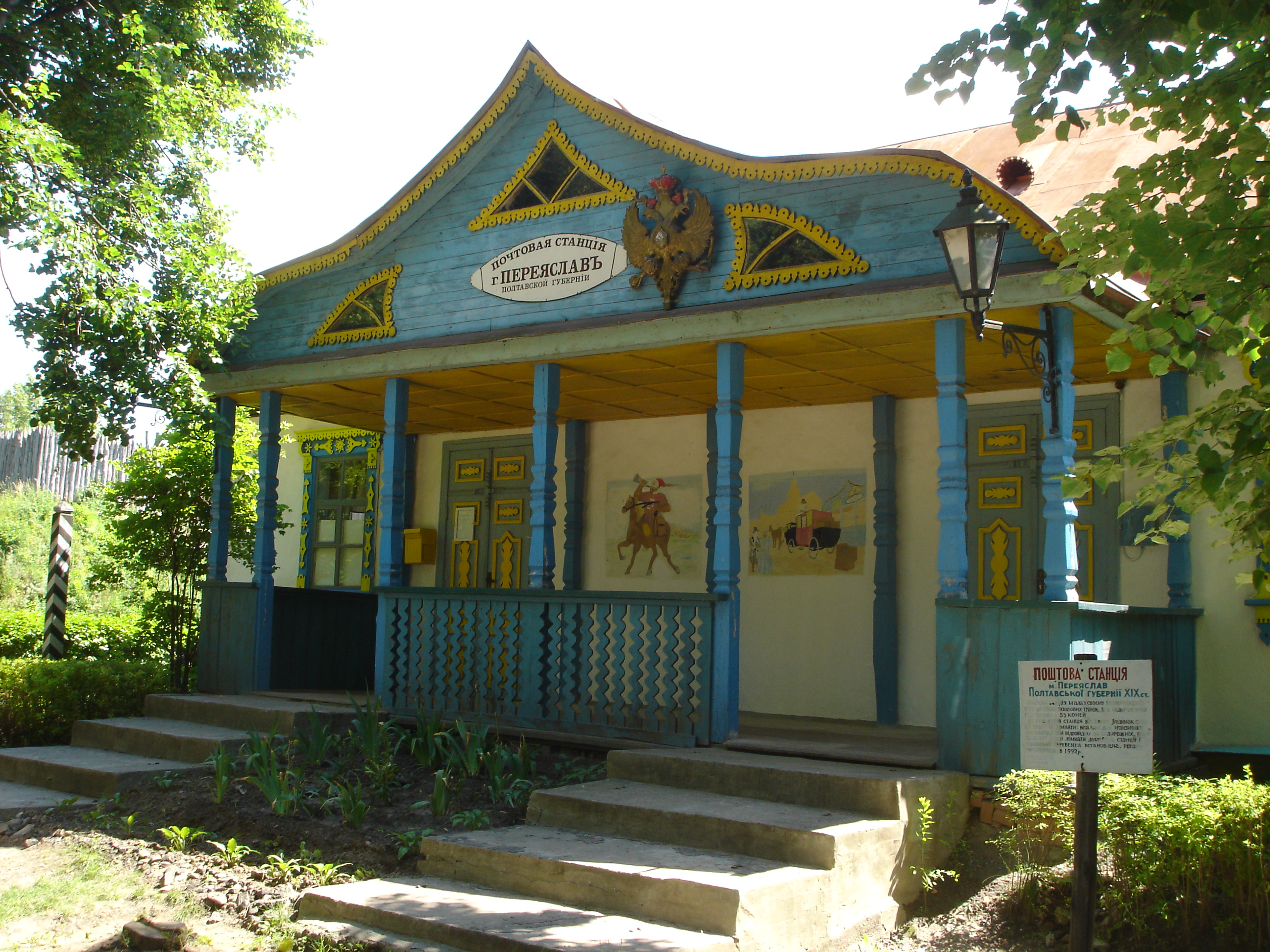
Oficina de correus d'antany al Museu d'Arquitectura Popular i Etnografia, prop de Pereiàslav-Khmelnitski.

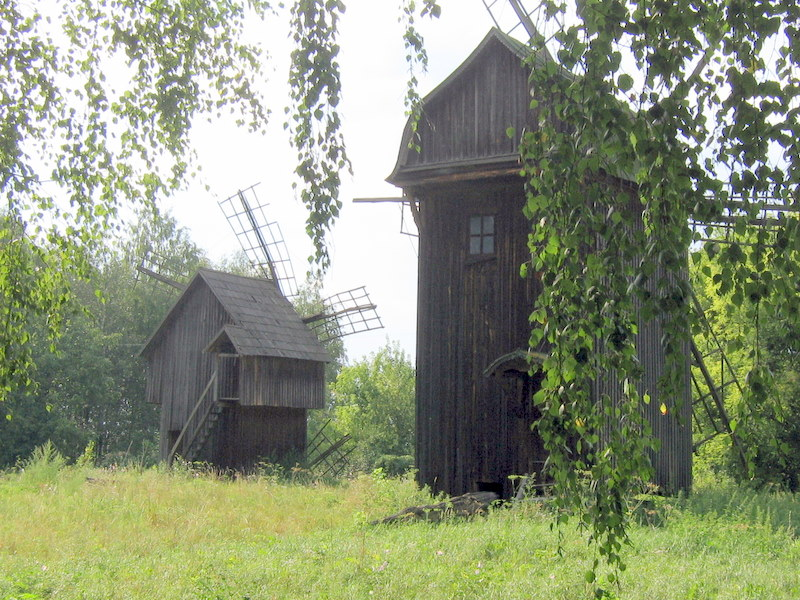
Molins de vent al Museu d'Arquitectura Popular i Etnografia, al poble de Pyróhiv.

La Kíevsxyna, o l'óblast de Kíiv, té una densa xarxa fluvial (177 rius de més de 10 km de llargada). L'artèria fluvial més important és el Dniéper (Дніпро) seguit dels seus afluents principals, que són, els de la dreta: el riu Prípiat (Прип'ять), el Tèteriv (Тетерів), l'Irpín (Ірпінь), el riu Ros (Рось); i els de l'esquerra: Desnà (Десна) і Trubij (Трубіж).
La següent relació de rius, en seqüència orogràfica, indica D si un riu és un afluent dret i E si n'és afluent esquerra d'un altre riu: 
- Dniéper (Дніпро, 2.201 km, 246 dels quals dins de l'óblast), el riu més important d'Ucraïna, talla l'óblast de Kíev en dues parts desiguals - la riba dreta ocupa una superfície molt més gran que l'esquerra.
  - Riu Prípiat o Prípiats (en ucraïnès При́п'ять, Prípiat, belarús: Пры́пяць, Prípiats, D, 775 km), compartit amb Belarús, passa pel nord-oest de l'óblast i desemboca al Dniéper uns kilòmetres al nord de Kíiv. Durant el trajecte, passa per les ciutats fantasma de Prípiat i Txernòbil, evacuades arran de l'accident nuclear de Txernòbil.
    - Riu Uj o Uixa (Уж, Уша, D, 256 km). Tributari dret del riu Prípiat, travessa l'oest de la regió històrica de Políssia, ara les óblasts de Jitòmir i Kíiv, i irriga la ciutat de Korosten (Коростень), a l'óblast de Jitòmir. No s'ha de confondre amb el riu Uj a la Transcarpàcia i Eslovàquia.

  - Tèteriv (Те́терів, D, 365 km), neix al poble de Nossivka (Носівки) i travessa les óblasts de Jitòmir i de Kíiv i desemboca a l'embassament de Kíiv.
  - Irpín (en ucraïnès Ірпі́нь, D, 162 km), desemboca a l'embassament de Kíiv després de regar la ciutat d'Irpín (Ірпíнь).
  - Riu Desnà (Десна́, E, 1130 km, 591 a Ucraïna). Aquest afluent esquerre del Dniéper neix a Rússia, a l'altiplà de Smolensk, i passa per les óblasts russes de Smolensk i Briansk, i després les óblasts ucraïneses de Txerníhiv i Kíiv. Desemboca al Dniéper a l'altura de la ciutat de Kíiv. El nom vol dir "mà dreta", tant en ucraïnès antic o antic eslau oriental, com en ucraïnès modern.
  - Stuhna (en ucraïnès Стугна, D, 68 km), banya les ciutats de Vassylkiv (Васильків) i Obúkhiv (Обу́хів).
  - riu Trubíj o Trubailo (Трубі́ж, Труба́йло, 113 km), afluent esquerra del riu Dniéper, banya la ciutat de Pereiàslav-Khmelnitski.
    - Íltytsia (І́льтиця, també Альта, Altà, 46 km), afluent dret del riu Trubíj.
    - Riu Nedra (Недра, 61 km), afluent esquerra del riu Trubíj.

  - Riu Ros (Рось, D, 346 km), tributari dret del Dniéper, neix al poble d'Ordyntsi (Ординці), óblast de Vínnitsia, i travessa també les óblasts de Kíiv i Txerkassi abans de desembocar a l'embassament de Krementxuk.
  - Riu Supii (en ucraïnès Супій, E, 130 km), irriga la ciutat de Iahotýn (Яготи́н), a l'óblast de Kíiv.

Al territori de l'óblast hi ha l'embassament de Kíev (Ки́ївське водосхо́вище, Kíevske vodoskhovysxe) і una part de l'embassament de Kàniv (Ка́нівське водосхо́вище, Kànivske vodoskhovysxe), tot dos sobre el Dniéper. En total, l'óblast compta amb 13 embassaments i uns 2.000 llacs.

### Divisions administratives
L'óblast de Kíiv està dividida en 25 raions (sing. район, raion, pl. райо́ни, raion·y, divisió administrativa similar a les comarques) i 11 ciutats que no depenen d'un raion sinó directament de l'óblast. Aquestes últimes són les ciutats de Berezan (Березань), Bila Tserkva (Біла Церква), Borýspill (Бориспіль), Brovarý (Бровари), Butxa (Буча), Vassýlkiv (Васильків), Irpin (Ірпінь), Pereiàslav (Переяслав), Rjýsxiv (Ржищів), Slavútytx (Славутич) i Fàstiv (Фастів). Abans del desastre de Txernòbil, Prípiat (Прип'ять) també en formava una d'aquestes ciutats.
Els òrgans de govern de l'óblast són a la ciutat de Kíiv, però des del punt de vista administratiu, aquesta ciutat no forma part de l'óblast, tot i estar situada al bell mig d'ella. Kíev és una "ciutat d'importància nacional" (місто державного значення, misto derjàvnoho znatxènnia), és a dir que els seus òrgans de govern estan al mateix nivell que els de les óblasts, igual que la ciutat de Sebastòpol a Crimea.

### Principals ciutats
- Berezan (Береза́нь)
- Bila Tserkva (Бі́ла Це́рква)
- Bohuslav (Богусла́в)
- Boiarka (Боя́рка)
- Borýspill (Бори́спіль), una ciutat a l'extrarradi de Kíev on hi ha l'aeroport de Kíev, anomenat Aeroport de Borýspill o de Kíev-Borýspill
- Brovarý (Бровари́)
- Butxa (Бу́ча)
- Fàstiv (Фа́стів)
- Iahotyn (Яготи́н)
- Irpin (Ірпі́нь), a la vora del riu Irpín.
- Kaharlyk (Кагарли́к)
- Myrónivka (Миро́нівка)
- Obúkhiv (Обу́хів)
- Pereiàslav (Переяслав), ciutat banyada pel riu Trubíj, afluent del riu Dniéper, es troba a la regió de l'óblast a riba esquerra del Dniéper.
- Rjýsxiv (Ржи́щів)
- Skvyra (Скви́ра)
- Slavútytx (Славу́тич). Slavutytx és una ciutat especial perquè va ser creada arran de l'accident nuclear de Txernòbil (1986) com a lloc no contaminat on evacuar la població de la ciutat de Prípiat, de la qual dista de 45 km. Es troba a 40 km de la ciutat de Txerníhiv, capital de l'óblast homònima i en ple territori d'aquesta óblast, tot i que administrativament pertany a l'óblast de Kíiv. La paraula Slavutytx és un dels noms antics del riu Dniéper, que passa no gaire lluny d'allí.
- Tarasxa (Тара́ща)
- Tetiïv (Теті́їв)
- Vassýlkiv (Васи́льків), un centre industrial, aquí hi ha una base aèria important.
- Výxhorod (Ви́шгород), en aquesta ciutat es troba la central elèctrica de Kíev.
- Vyxneve (Вишне́ве)
- Uzyn (Узи́н)
- Ukraïnka (Украї́нка)
- més les ciutats abandonades de Prípiat (При́п'ять), i Txernòbil (Чорно́биль)

## Personatges
- Ivan Mazepa hetman Hetmanat
- Andrí Xevtxenko és un futbolista ucraïnès
- Xolom-Aléikhem (Шоло́м-Але́йхем en ucraïnès o "La pau sigui amb vostè"; en jiddisch שלום־עליכם), pseudònim de Solomon o Xolom Rabýnovytx o Xolom Nokhumovytx Rabýnovytx, (Шолом Нохумович Рабинович), conegut en anglès com a Sholem Aleichem o Sholem Naumovich Rabinovich (Переяслав, Pereiàslav, óblast de Kíev, en aquell temps imperi Rus, 1859 - ciutat de Nova York, 1916). Xolom Aléikhem fou un gran escriptor jueu ucraïnès conegut com el "Mark Twain jueu" i un dels clàssics de la literatura jiddisch. Les seves obres s'han traduït a més de 60 idiomes i van gaudir de gran èxit a la Unió Soviètica i molts altre llocs.

## Galeria d'imatges

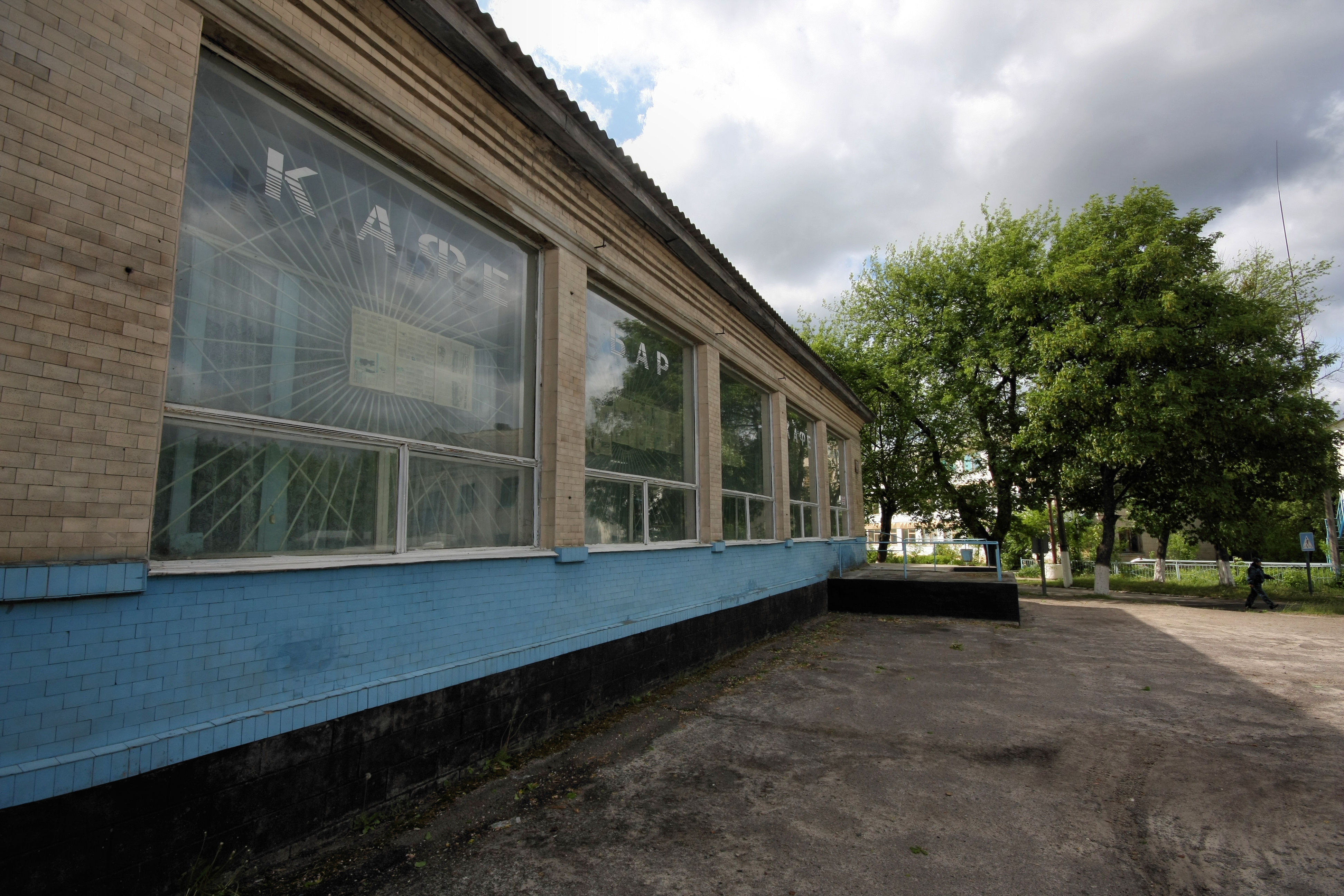
Botiga d'alimentació més cafè-bar a la ciutat fantasma de Txernòbil
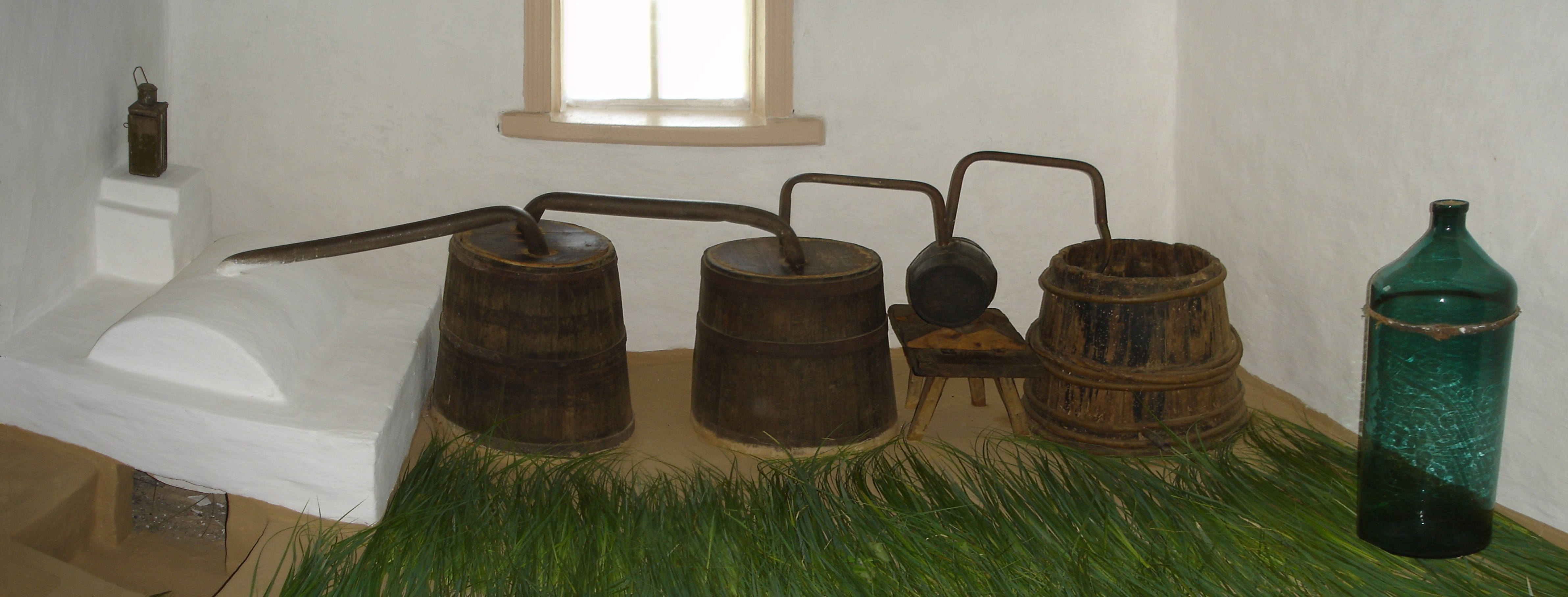
Sistema de destil·lació de horilka al Museu d'arquitectura popular
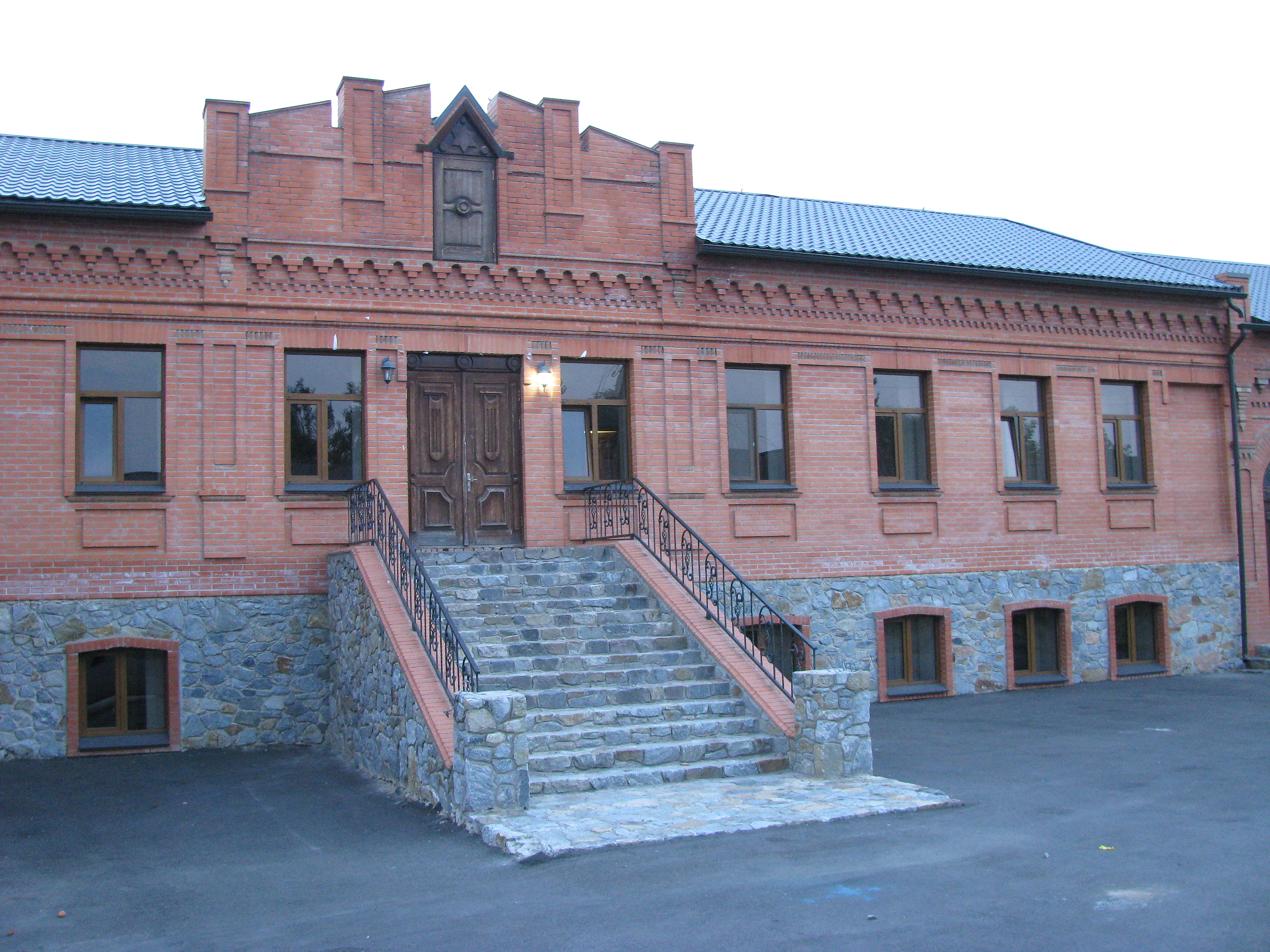
Sinagoga de Skver a Skvyra, restaurada el 2004
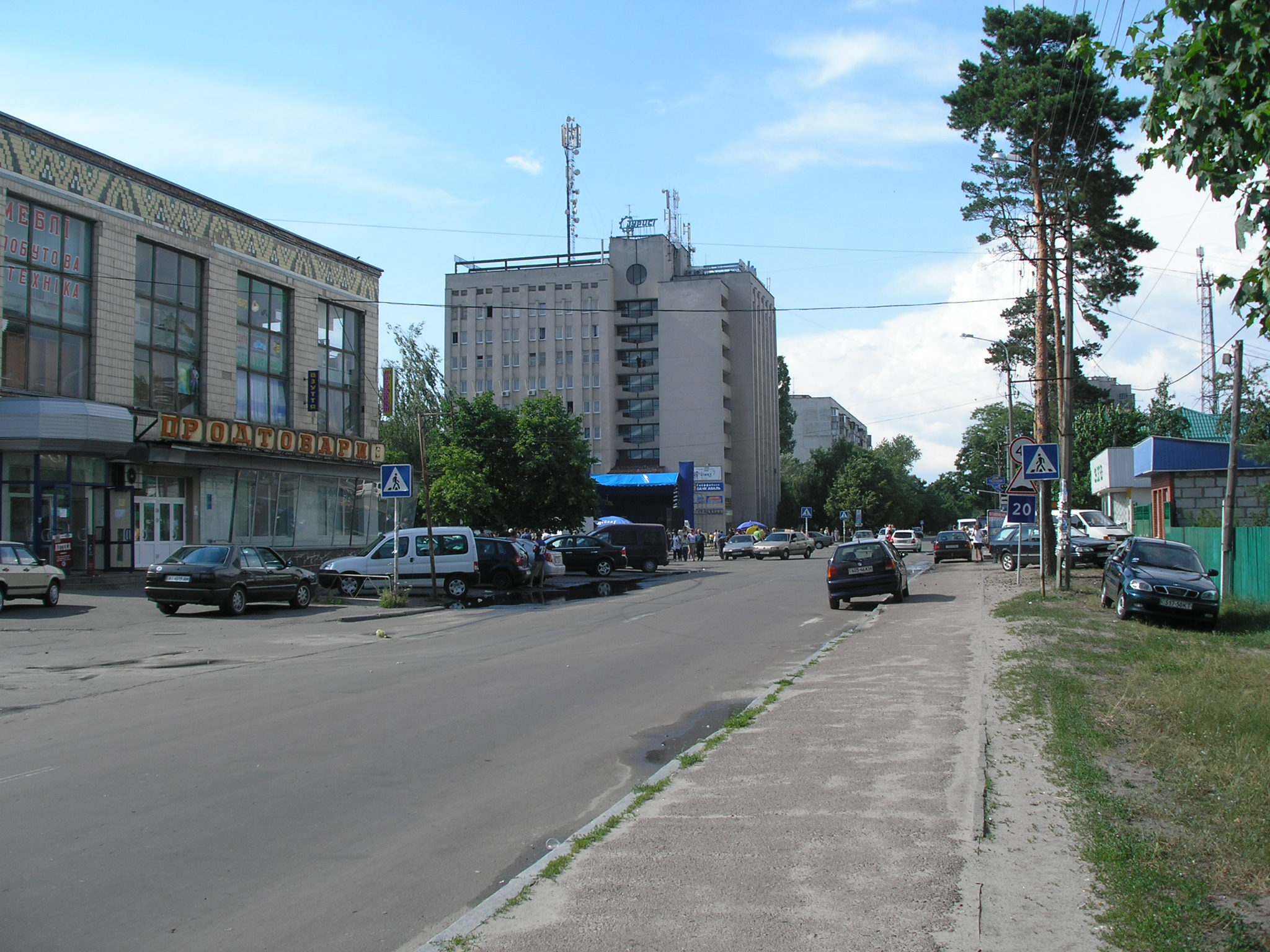
Vista d'un carrer a la ciutat d'Irpín.
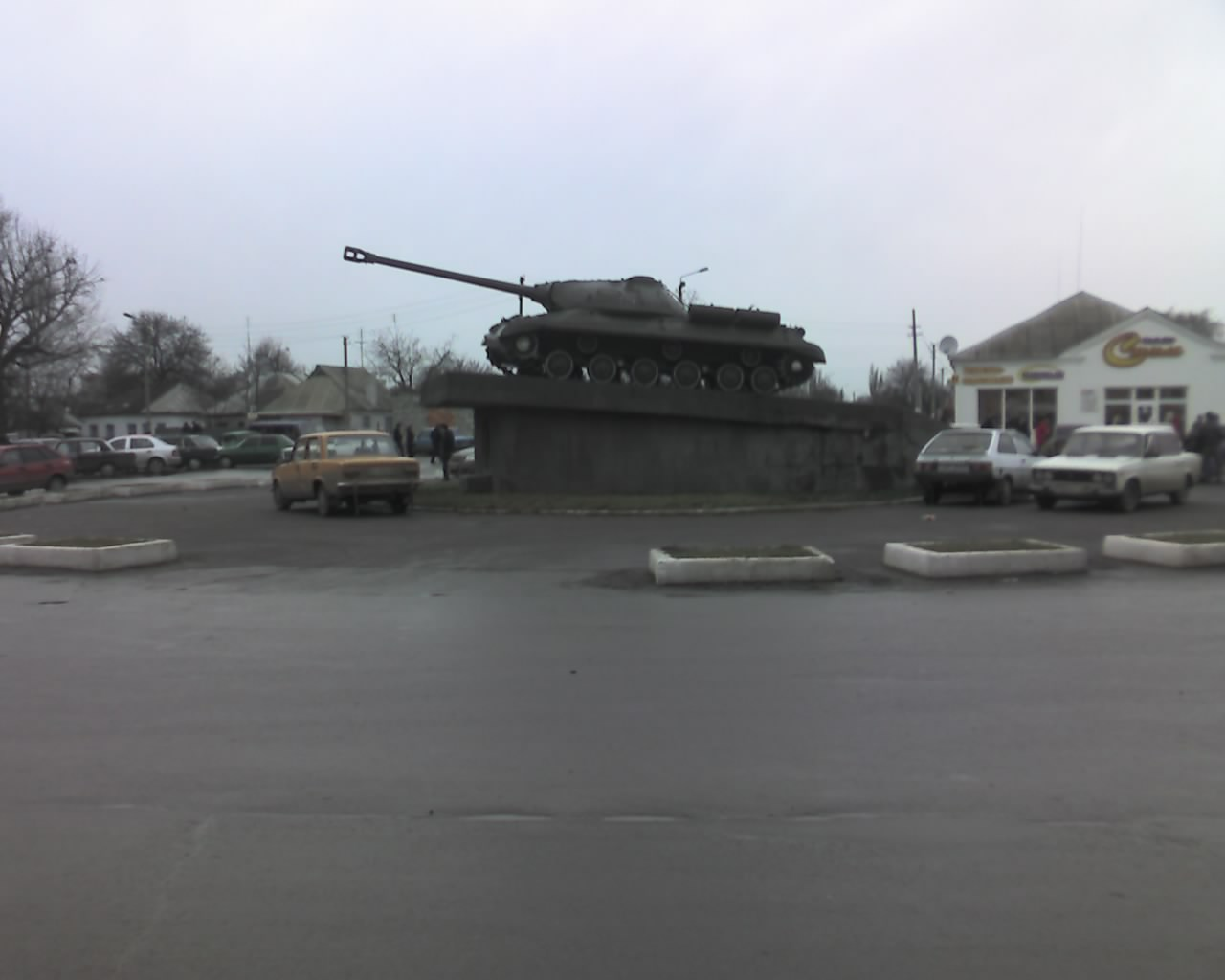
"Escultura" davant de l'estació de tren de Myrónivka.
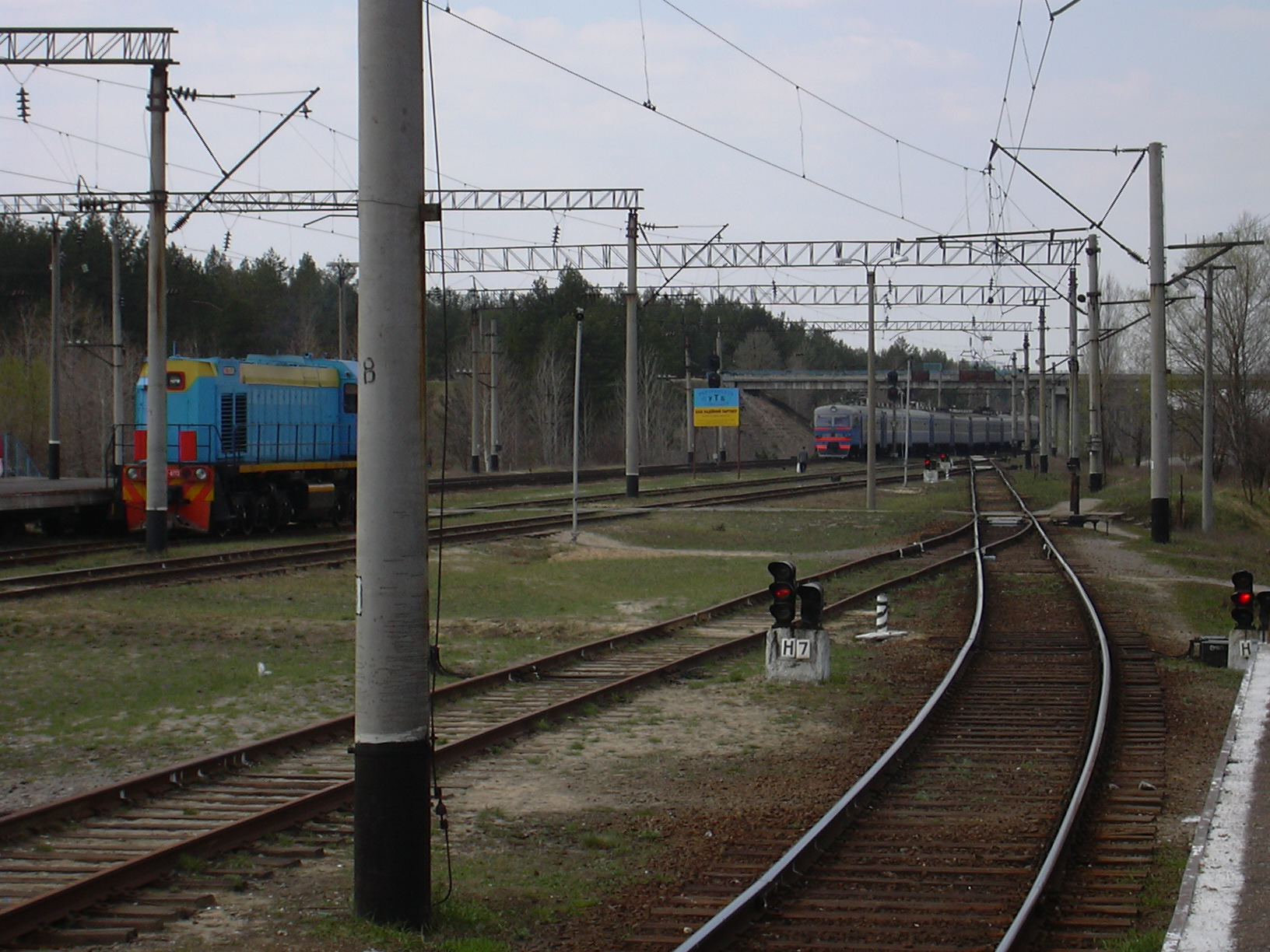
Vies de tren a l'estació de Slavútytx, que porten els empleats cap a la zona d'alienació de Txernòbil.
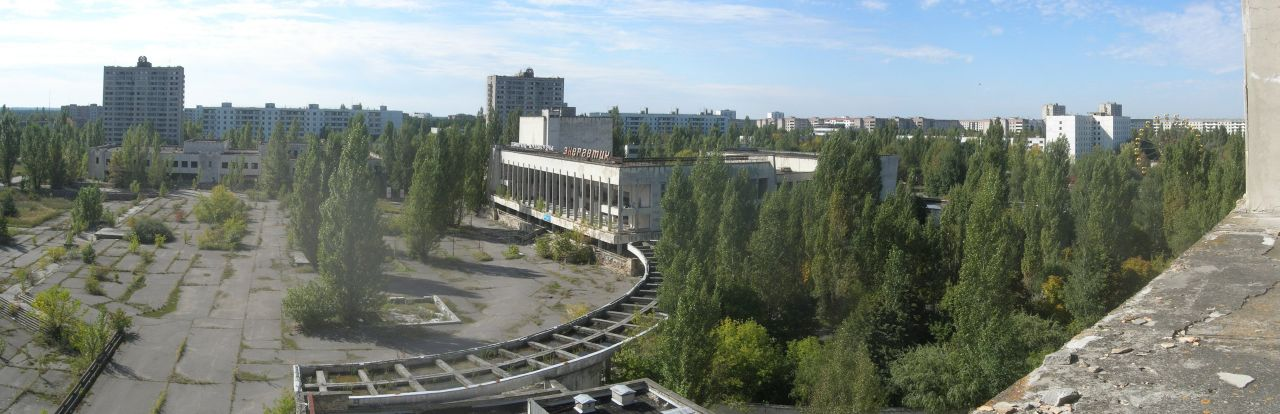
Panorama de la ciutat fantasma de Prípiat el 2007.
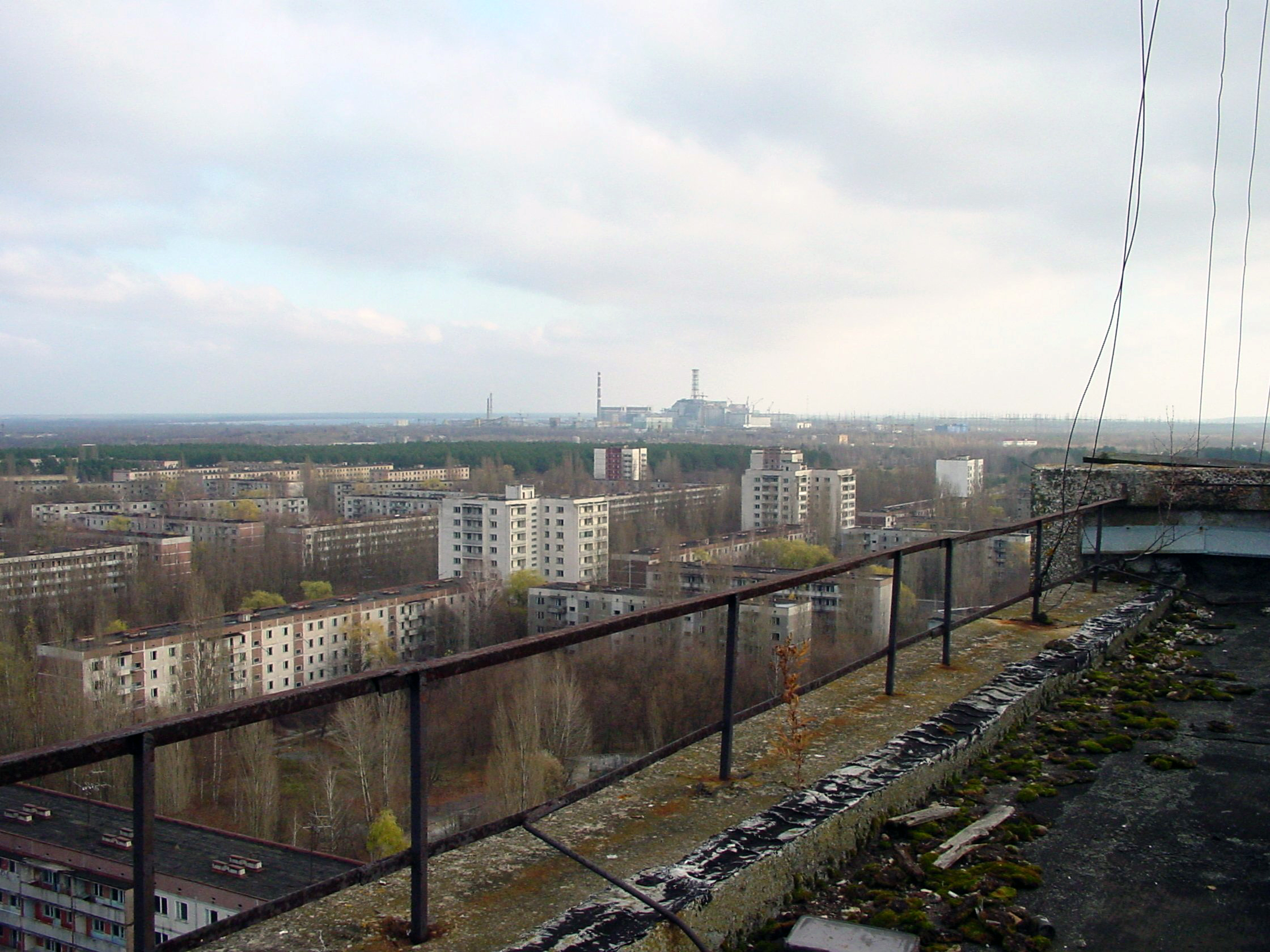
La ciutat fantasma de Prípiat, amb la central nuclear de Txernòbil al fons.